# Houk Island
Houk Island är en ö i Mikronesiska federationen.   Den ligger i kommunen Houk Municipality och delstaten Chuuk, i den västra delen av landet, 1 000 km väster om huvudstaden Palikir. Arean är 2,8 kvadratkilometer.
Terrängen på Houk Island är mycket platt. Öns högsta punkt är 38 meter över havet. Den sträcker sig 3,2 kilometer i nord-sydlig riktning, och 1,5 kilometer i öst-västlig riktning.
Följande samhällen finns på Houk Island:
- Houk Village